# Kommuneplanstrategi
En kommuneplanstrategi (ofte blot planstrategi) er kommunalbestyrelsens strategi for kommuneplanlægningen. Den er omtalt i planlovens § 23 a og blev indført ved en lovændring i 2000.
Kommunalbestyrelsen er forpligtet til at udarbejde en kommuneplanstrategi i den første halvdel af den kommunale valgperiode, jf. planlovens § 23 a. Kommuneplanstrategien skal indeholde en beslutning om, hvorvidt kommuneplanen skal revideres og i hvilket omfang.